# HK Slavija Ljubljana
Der HK Slavija Ljubljana (auch Hokejski klub Slavija Zalog) ist ein Eishockeyclub aus Zalog, einem Vorort von Ljubljana, Slowenien.

## Geschichte
Der Verein wurde 1964 gegründet und nimmt seit Gründung der slowenischen Eishockeyliga an dieser teil. Dabei konnte die Mannschaft 1999, 2004, 2006 und 2007 slowenischer Vizemeister werden.
Zur Saison 2017/18 nahm der Verein an der International Hockey League (IHL) teil.

## HK Slavija Junior
Der Nachwuchsverein HK Slavija Junior wurde am 7. Mai 2008 gegründet. Seit der Saison 2018/19 nimmt der HK Slavija Junior an der International Hockey League (IHL) und an der Slowenischen Eishockeyliga teil.

## Spielstätte
Die Heimspiele des HK Slavija werden in der Drsalice Vesna ausgetragen, die sich im Vorort Zalog befindet und bis zu 800 Zuschauern Platz bietet.